# Jeongeup

Cờ Jeongeup cũ

Jeongeup (Hán Việt: Tỉnh Ấp) là một thành phố thuộc tỉnh Jeolla Bắc tại Hàn Quốc. Thành phố có vườn quốc gia Naejang-san, một địa điểm được ưa thích vào mùa thu do tán lá của vườn.  Jeongeup nằm trên tuyến đường cao tốc Honam và tuyến đường sắt Honam, có thể dễ dàng kết nói với đường cao tốc Seohaean để đến Seoul và Mokpo.
Các ngọn núi chính tại Jeongeup là Naejang-san và Ibamsan, ngoài ra cũng có một số ngọn đồi thấp hơn trên địa bàn. Phía đông cua rhtnahf phố có nhiều núi hơn, còn phía tây tạo thành một đồng bằng quanh sông Dongjin. Có một số dòng suối trên địa bàn Jeongeup, nổi tiếng nhất là Jeongeupcheon, một chi lưu của Dongjin.

## Khí hậu
| Dữ liệu khí hậu của Jeongeup             | Dữ liệu khí hậu của Jeongeup | Dữ liệu khí hậu của Jeongeup | Dữ liệu khí hậu của Jeongeup | Dữ liệu khí hậu của Jeongeup | Dữ liệu khí hậu của Jeongeup | Dữ liệu khí hậu của Jeongeup | Dữ liệu khí hậu của Jeongeup | Dữ liệu khí hậu của Jeongeup | Dữ liệu khí hậu của Jeongeup | Dữ liệu khí hậu của Jeongeup | Dữ liệu khí hậu của Jeongeup | Dữ liệu khí hậu của Jeongeup | Dữ liệu khí hậu của Jeongeup |
| Tháng                                    | 1                            | 2                            | 3                            | 4                            | 5                            | 6                            | 7                            | 8                            | 9                            | 10                           | 11                           | 12                           | Năm                          |
| ---------------------------------------- | ---------------------------- | ---------------------------- | ---------------------------- | ---------------------------- | ---------------------------- | ---------------------------- | ---------------------------- | ---------------------------- | ---------------------------- | ---------------------------- | ---------------------------- | ---------------------------- | ---------------------------- |
| Cao kỉ lục °C (°F)                       | 18.5 (65.3)                  | 21.5 (70.7)                  | 27.3 (81.1)                  | 31.0 (87.8)                  | 34.1 (93.4)                  | 34.2 (93.6)                  | 37.3 (99.1)                  | 37.8 (100.0)                 | 35.0 (95.0)                  | 30.5 (86.9)                  | 27.6 (81.7)                  | 19.6 (67.3)                  | 37.8 (100.0)                 |
| Trung bình ngày tối đa °C (°F)           | 4.3 (39.7)                   | 6.7 (44.1)                   | 12.3 (54.1)                  | 19.4 (66.9)                  | 24.3 (75.7)                  | 27.8 (82.0)                  | 30.2 (86.4)                  | 31.1 (88.0)                  | 26.9 (80.4)                  | 21.4 (70.5)                  | 14.0 (57.2)                  | 7.2 (45.0)                   | 18.8 (65.8)                  |
| Trung bình ngày °C (°F)                  | −0.5 (31.1)                  | 1.3 (34.3)                   | 6.0 (42.8)                   | 12.3 (54.1)                  | 17.8 (64.0)                  | 22.0 (71.6)                  | 25.5 (77.9)                  | 25.9 (78.6)                  | 21.2 (70.2)                  | 14.9 (58.8)                  | 8.2 (46.8)                   | 2.1 (35.8)                   | 13.1 (55.6)                  |
| Tối thiểu trung bình ngày °C (°F)        | −4.8 (23.4)                  | −3.3 (26.1)                  | 0.6 (33.1)                   | 6.0 (42.8)                   | 11.8 (53.2)                  | 17.1 (62.8)                  | 21.8 (71.2)                  | 21.9 (71.4)                  | 16.6 (61.9)                  | 9.4 (48.9)                   | 3.2 (37.8)                   | −2.3 (27.9)                  | 8.2 (46.8)                   |
| Thấp kỉ lục °C (°F)                      | −19.8 (−3.6)                 | −20.0 (−4.0)                 | −10.9 (12.4)                 | −4.2 (24.4)                  | 2.4 (36.3)                   | 8.5 (47.3)                   | 13.1 (55.6)                  | 11.6 (52.9)                  | 5.6 (42.1)                   | −1.5 (29.3)                  | −10.4 (13.3)                 | −15.2 (4.6)                  | −20.0 (−4.0)                 |
| Lượng Giáng thủy trung bình mm (inches)  | 40.2 (1.58)                  | 41.3 (1.63)                  | 55.2 (2.17)                  | 75.3 (2.96)                  | 94.6 (3.72)                  | 156.1 (6.15)                 | 279.7 (11.01)                | 270.3 (10.64)                | 151.0 (5.94)                 | 54.3 (2.14)                  | 57.8 (2.28)                  | 41.6 (1.64)                  | 1.317,3 (51.86)              |
| Số ngày giáng thủy trung bình (≥ 0.1 mm) | 10.1                         | 8.0                          | 8.9                          | 7.4                          | 8.2                          | 9.1                          | 13.7                         | 14.1                         | 8.9                          | 6.4                          | 8.6                          | 9.9                          | 113.3                        |
| Số ngày tuyết rơi trung bình             | 9.4                          | 6.0                          | 2.5                          | 0.1                          | 0.0                          | 0.0                          | 0.0                          | 0.0                          | 0.0                          | 0.0                          | 2.2                          | 7.1                          | 27.4                         |
| Độ ẩm tương đối trung bình (%)           | 74.4                         | 70.7                         | 66.3                         | 62.7                         | 65.5                         | 71.4                         | 77.3                         | 76.6                         | 75.5                         | 71.8                         | 72.2                         | 74.4                         | 71.6                         |
| Số giờ nắng trung bình tháng             | 149.0                        | 161.0                        | 195.7                        | 225.4                        | 235.8                        | 193.5                        | 174.6                        | 195.6                        | 191.0                        | 206.3                        | 157.2                        | 141.5                        | 2.229                        |
| Phần trăm nắng có thể                    | 47.8                         | 52.4                         | 52.8                         | 57.4                         | 54.2                         | 44.4                         | 39.4                         | 46.8                         | 51.3                         | 58.9                         | 50.8                         | 46.5                         | 50.1                         |
| Nguồn:                                   |                              |                              |                              |                              |                              |                              |                              |                              |                              |                              |                              |                              |                              |

## Thành phố kết nghĩa
- Từ Châu, Trung Quốc